# Hospital de Bellvitge (metrostation)
Hospital de Bellvitge een metrostation in Bellvitge, L'Hospitalet de Llobregat, in het zuiden van de Metropool Barcelona. Het is vernoemd naar het Academisch ziekenhuis van Bellvitge.
Het stond voorheen bekend als Feixa Llarga en is geopend voor publiek in 1989 als het zuidelijke eindpunt van L1. Het station ligt net onder de grond van Gran Via de les Corts Catalanes en het eerder genoemde ziekenhuis. L1 wordt vanaf dit station uitgebreid richting El Prat de Llobregat en Sant Boi.